# بايرام كندي (خوي)
بايرام‌ كندي هي قرية في مقاطعة خوي، إيران. عدد سكان هذه القرية هو 209 في سنة 2006.